# 상천초등학교 (강원)
상천초등학교는 대한민국 강원특별자치도 춘천시에 있는 공립 초등학교이다.

## 학교 연혁
- 1956.05.28 상천국민학교 개교
- 1974.03.01 특수학급 설치
- 1979.04.02 상천국민학교 병설유치원 개원
- 1994.03.01 상천국민학교 조교분교장 및 상천국민학교 물로분교장 통폐합
- 1996.03.01 상천초등학교로 교명 변경
- 1999.10.27 교사 개축 및 증축 준공
- 2007.04.09 상천 발명교실 개원
- 2008.12.19 도서관 ('책에게 길을 물어') 개관
- 2008.12.30 청운관 개관
- 2015.02.12 제36회 병설유치원 졸업(졸업생 658명)
- 2015.02.13 제58회 졸업식(졸업생 3,185명)
- 2015.03.01 제26대 길옥자 교장 부임

## 참고 자료
- 상천초등학교 - 한국교육학술정보원 학교알리미